# Берегова оборона

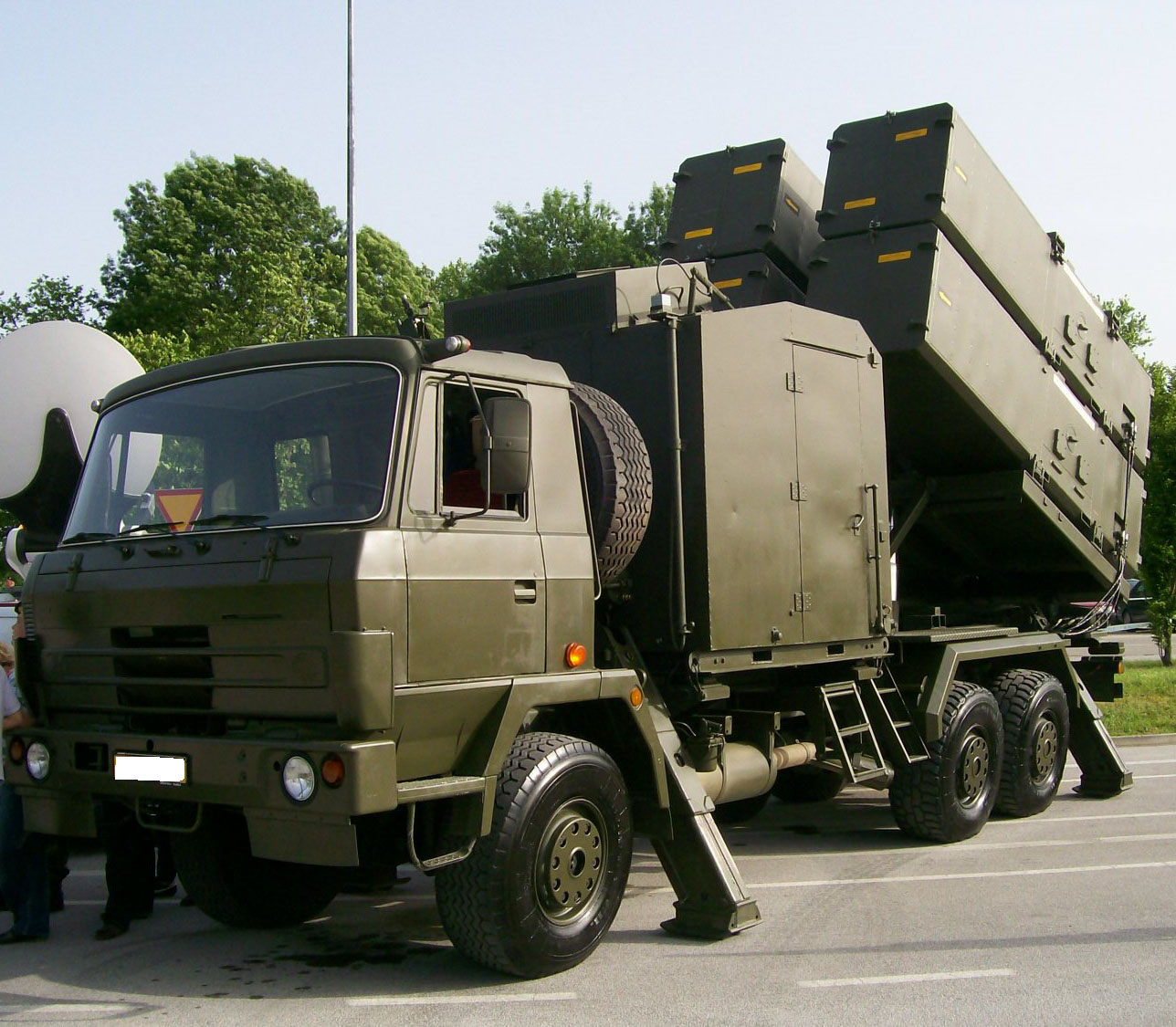
Берегові установки протикорабельних ракет є основою сучасної берегової оборони. Мобільна пускова установка протикорабельних ракет RBS-15 (виробництво Швеції) Збройних сил Хорватії

Берегова́ оборо́на — сукупність бойових сил та засобів, призначених для захисту ділянок морського узбережжя від нападу противника. Берегова оборона організується для захисту баз флоту, якірних стоянок кораблів, військових портів та інших об'єктів від обстрілу з моря; щоб запобігти висадці ворожих десантів; для сприяння сухопутному війську в охороні приморського флангу армії; захисту водних районів від дій ворожих кораблів. 
Засобами берегової оборони є протикорабельні ракети,  великокаліберна артилерія, мінні загородження, а також бойові кораблі, авіація та сухопутні війська. 
Ділянки берегової оборони мають пости спостереження з далекомірами, теплопеленгаторами, радіотехнічними станціями, прожекторами.
З метою посилення берегової оборони Чорного та Азовського морів Україна здійснює випробування крилатих ракет протикорабельних ракет власного виробництва.